# Идеальное алиби
«Идеальное алиби»  (англ. Out of the Blue) — американский эротический триллер 2022 года, написанный и снятый Нилом Лабутом, с Дианой Крюгер и Рэем Николсоном в главных ролях.

## Сюжет
Коннор — молодой человек, живущий в небольшом прибрежном городке Новой Англии, пытающийся восстановить свою жизнь после заключения в тюрьме, когда он встречает Мэрилин, красивую сексуальную женщину на 20 лет старше себя, к которой он испытывает влечение. Вскоре у них завязывается роман. Затем Коннор узнаёт, что Мэрилин на самом деле замужем за пожилым мужчиной, которым, по её словам, она недовольна. В какой-то момент Мэрилин предлагает убить её мужа, чтобы они могли быть вместе. Коннор не хочет участвовать в какой-либо схеме убийства по найму, пока его не подозревают в ряде ограблений со взломом в городе, в совершении которых его офицер по условно-досрочному освобождению Джок ошибочно подозревает его, но не может это доказать. Подозревая, что Мэрилин может выставить его падшим парнем, но слишком ослеплённый своим увлечением ею, он соглашается на заговор об убийстве.

## В ролях
| Актёр            | Роль    |
| ---------------- | ------- |
| Диана Крюгер     | Мэрилин |
| Рэй Николсон     | Коннор  |
| Хэнк Азария      | Джок    |
| Чейз Суи Уондерс | Астрид  |
| Джиа Кроватин    | Ким     |

## Критика
Рейтинг одобрения фильма на сайте-агрегаторе рецензий Rotten Tomatoes составляет 15 % на основе 20 рецензий. В частности, негативную оценку ему дали Роберт Абеле из TheWrap и Жаннетт Катсулис из The New York Times. Антон Фомочкин (SRSLY) оценил «Идеальное алиби» в 1 балл из 5, резюмируя: «Режиссёр многозначительно отвечает на бытовые вопросы цитатами. „Удача любит смелых“, — твердит Коннор, Лабут, впрочем, только и делает, что прячется за амбициями модерниста до тех пор, пока Мэрилин вновь не очутится в морской пучине, а проще говоря, не затеряется в пресловутом нигде (Out of the Blue), там же, где этому фильму и место».